# 팀 모어하우스

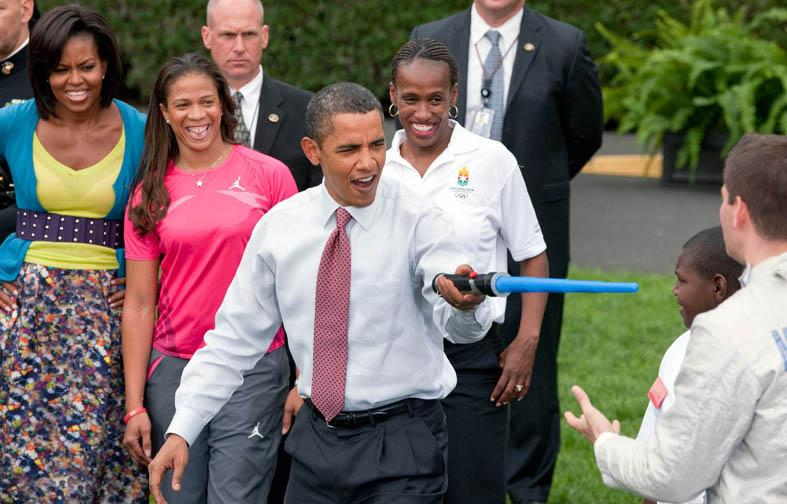
백악관 앞에서 팀 모어하우스를 맞이하는 버락 오바마

티모시 프랭크 "팀" 모어하우스(영어: Timothy Frank "Tim" Morehouse, 1978년 7월 29일 ~ )는 미국의 펜싱 선수로 주 종목은 사브르이다. 베이징에서 열린 2008년 하계 올림픽 당시, 사브르 단체전에 참가하여 은메달을 목에 건 선수이다. 그의 현재 감독은 유리 겔만이다.

## 유년 시절
모어하우스는 엘로이스와 존 모어하우스 사이의 아들이다. 그는 뉴욕시 브롱크스의 리버데일에서 자랐다. 그는 리버데일 사립학교에서 체육 시간을 피하기 위해 펜싱을 시작하였다. 고등학교 시절, 그는 리버데일 사립학교의 야구팀에 4년동안 활동하였으며, 크로스컨트리 달리기 팀에도 1년간 들었었다. 그는 11학년과 12학년에 재학 중이었을 때 학교 펜싱 대표팀의 주장을 맡기도 하였다.

### 고등 교육
모어하우스는 2000년에 브랜다이스 대학교에서 역사 전공으로 학사 학위를 받았다. 이후, 그는 2003년에 페이스 대학교 사범대학원에서 석사학위를 받았다.

### 종교적 환경
그의 외할머니는 1930년대에 나치 독일의 박해를 피해 미국으로 이민온 유대인이었다. 그녀는 나중에 퀘이커로 개종하였다. 모어하우스는 다양한 종교적 환경의 영향을 받았다. 그는 2012년 올림픽 이전에 "유대인이라는 점"이 외할머니의 영향을 받았으며, 2013년에는 이스라엘에서 매 4년마다 벌어지는 유대인 스포츠 대회인 마카비아 경기대회에 참여할 계획이 있음을 밝혔다.

## 펜싱 경력
모어하우스는 베이징에서 열린 2008년 하계 올림픽에서 미국 사브르 국가대표로 참가하여, 단체전에서 은메달을 목에 걸었다. 그는 2010년과 2011년에 두차례 미국 국립대회 개인전에서 우승을 거두었고, 2008년부터 2011년까지는 미국 남자 사브르의 에이스였다. 그는 현재 맨해튼 펜싱 센터에서 유리 겔만의 지도를 받으며, 뉴욕시의 보디존 휴먼 퍼포먼스 & 스포츠 피지컬 서러피 소속이다.

### 대학 대표
모어하우스는 브랜다이스 대학교 출신으로, 브랜다이스 시절 그는 NCAA의 디비전 I의 남자 사브르 부문에서 3년 톱10에 들었다. (1998년 10위, 1999년 6위, 2000년 4위) 그는 올-아메리카 명예의 전당에 이름을 올렸다. 그는 감독들과 선수들에 의해 NCAA 남자 사브르 올해의 선수로 2000년에 선정되었다. 모어하우스는 모교를 2000년에 디비전 I의 전국 10위를 이끌었다.

### 올림픽
모어하우스는 아테네의 2004년 하계 올림픽 당시 단체전 교체멤버로 참가하였다. 그는 애틀랜타에서 개최된 펜서스 클럽에서 아메드 일라를 상대하였는데 그는 드라마틱한 역전승을 거두었다. 교체 요원으로써, 모어하우스는 개인전 참가가 불가능하였으나, 교체선수로 참가가 가능하였다. 2007년 모어하우스는 세계랭킹 16위에 올랐다.
모어하우스는 베이징에서 열린 2008년 하계 올림픽에 참가하여 단체전 은메달을 획득하였다. 2012년 런던 올림픽에서, 그는 개인전 8강까지 진출하였으나 이 대회 개인전 은메달리스트인 이탈리아의 디에고 오키우치에게 패하며 탈락하였다. 단체전에서, 미국은 전 대회에서 은메달을 땄던 제임스 윌리엄스 등의 주전들이 이 대회에서도 그대로 주전으로 출전하였다. 그러나, 미국은 세대교체 실패를 뼈저리게 느끼며 단체전을 3전전패 8위로 마무리하였다.